# Chilaphrodesmus rollei
Chilaphrodesmus rollei är en mångfotingart som först beskrevs av Velez 1967.  Chilaphrodesmus rollei ingår i släktet Chilaphrodesmus och familjen Fuhrmannodesmidae. Inga underarter finns listade i Catalogue of Life.